# Big East Conference (pallavolo)
La Big East Conference è una delle 32 conference di pallavolo femminile affiliate alla NCAA Division I, la squadra vincitrice accede di diritto al torneo NCAA.

## Membri

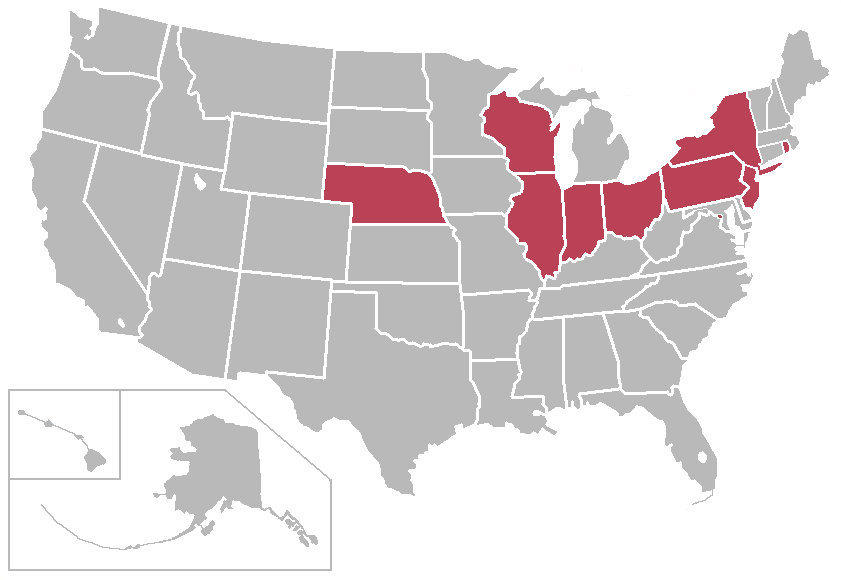

| Squadra     | Sede         | Stato                 | Fondazione | Soprannome    | Affiliazione |
| ----------- | ------------ | --------------------- | ---------- | ------------- | ------------ |
| Butler      | Indianapolis | Indiana               | 1975       | Bulldogs      | 2013         |
| Connecticut | Storrs       | Connecticut           | 1975       | Huskies       | 2020         |
| Creighton   | Omaha        | Nebraska              | 1994       | Bluejays      | 2013         |
| DePaul      | Chicago      | Illinois              | 1982       | Blue Demons   | 2013         |
| Georgetown  | Washington   | Distretto di Columbia | 1974       | Hoyas         | 2013         |
| Marquette   | Milwaukee    | Wisconsin             | 1975       | Golden Eagles | 2013         |
| Providence  | Providence   | Rhode Island          | 1977       | Friars        | 2014         |
| St. John's  | New York     | New York              | 1994       | Red Storm     | 2013         |
| Seton Hall  | South Orange | New Jersey            | 1987       | Pirates       | 2013         |
| Villanova   | Villanova    | Pennsylvania          | 1974       | Wildcats      | 2013         |
| Xavier      | Cincinnati   | Ohio                  | 1973       | Musketeers    | 2013         |

## Arene
| Squadre     | Arene                    | Capacità |
| ----------- | ------------------------ | -------- |
| Butler      | Hinkle Fieldhouse        | 9 100    |
| Connecticut | Harry A. Gampel Pavilion | 10 100   |
| Creighton   | D.J. Sokol Arena         | 2 500    |
| DePaul      | Sullivan Athletic Center | 3 000    |
| Georgetown  | McDonough Gymnasium      | 2 500    |
| Marquette   | Al McGuire Center        | 3 700    |
| Providence  | Alumni Hall              | 1 854    |
| St. John's  | Carnesecca Arena         | 5 602    |
| Seton Hall  | Walsh Gym                | 2 600    |
| Villanova   | Jake Nevin Field House   | 1 500    |
| Xavier      | Cintas Center            | 10 250   |

## Albo d'oro
| Anno          | Podio      | Podio      | Podio |
| Campione      | Seconda    | Terza      |       |
| ------------- | ---------- | ---------- | ----- |
| 2013 Dettagli | Marquette  | Creighton  | -     |
| 2014 Dettagli | Creighton  | Marquette  | -     |
| 2015 Dettagli | Creighton  | Marquette  | -     |
| 2016 Dettagli | Creighton  | Marquette  | -     |
| 2017 Dettagli | Creighton  | Marquette  | -     |
| 2018 Dettagli | Creighton  | Marquette  | -     |
| 2019 Dettagli | St. John's | Marquette  | -     |
| 2020 Dettagli | Creighton  | Marquette  | -     |
| 2021 Dettagli | Creighton  | Marquette  | -     |
| 2022 Dettagli | Creighton  | Marquette  | -     |
| 2023 Dettagli | Creighton  | St. John's | -     |
| 2024 Dettagli | Creighton  | Marquette  | -     |

## Palmarès
| Squadre    | Titoli | Stagioni                                                   |
| ---------- | ------ | ---------------------------------------------------------- |
| Creighton  | 10     | 2014, 2015, 2016, 2017, 2018, 2020, 2021, 2022, 2023, 2024 |
| Marquette  | 1      | 2013                                                       |
| St. John's | 1      | 2019                                                       |